# Château de l'Algayrie
Le château de l'Algayrie, (de l'Algayrié ou de l'Algairié) ou château de la Ténèze, est un petit château du XIXe siècle, situé à Teillet, dans le Tarn, en région Occitanie (France).

## Historique
Un premier château, dont la date de construction s'est perdue, était présent sur le site avant la bâtisse actuelle. Dès le XVIIe siècle, le domaine appartient à la famille Foulcher, sieurs del Bosc, notables du village. Au XIXe siècle, cet ancien édifice est aux mains de la famille Delbosc, qui est descendante des Foulcher[source insuffisante].
En 1863, le propriétaire des lieux, Hippolyte Delbosc (1829-1889), médecin à Albi et conseiller-général du canton d'Alban, ordonne la suppression de l'ancienne bâtisse et la construction du nouveau château, bâtisse néo-classique qui demeure encore aujourd'hui[source insuffisante].

## Architecture
Le château de l'Algayrie est un corps de logis rectangulaire s'élevant sur deux étages et bâti dans un style néo-classique. La façade principale s'organise en sept travées réparties en trois parties : les trois travées centrales, occupant un tiers de l'extension, font une légère saillie, avec un balcon en fer forgé au premier étage et des ouvertures en plein-cintre surmontées d'un grand fronton triangulaire. A l'inverse les autres fenêtres sont de forme rectangulaire. La façade arrière présente le même organisation, sans le fronton.
À sa construction, il présente un fronton et une balustrade sur son toit. Néanmoins, cette dernière est supprimée au cours du XXe siècle, période à laquelle la couverture de tuiles est remplacée par un toit en ardoises.

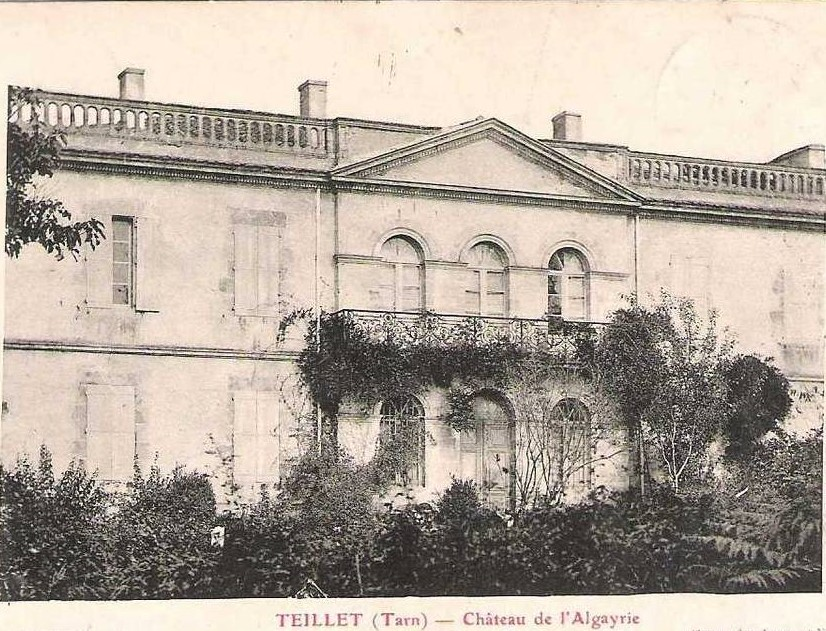
La façade principale du château et sa balustrade, début XXe siècle